# Liebhards
Liebhards ist mit dem Weiler Steinbach, der Gehöftgruppe Bahnhof Milseburg und dem Dorf Oberbernhards einer von elf Ortsteilen der Marktgemeinde Hilders im osthessischen Landkreis Fulda.

## Geographie
Liebhards liegt im Biosphärenreservat der hessischen Rhön, fünf Kilometer westlich des Hauptortes im Scheppenbachtal und hat eine eigene Gemarkung. Durch den Ort verläuft die Landesstraße 3379.
Siedlungsplätze innerhalb der Gemarkung sind::
- Bahnhof Milseburg
- Burg Eberstein[6]
- Jugendherberge[7]
- Kesselhof[8]
- Oberbernhards
- Steinbach
- Ziegenhof[9]

## Geschichte

### Ortsgeschichte
Das Dorf wurde 1331 urkundlich als im Besitz des Fuldaer Fürstabtes Heinrich VI. von Hohenberg erwähnt. 1343 wurde es von ihm an das Kloster Frauenberg übergeben, vermutlich für die Hilfe bei den Auseinandersetzungen mit der Stadt Fulda einige Jahre zuvor. Um 1520 wurde die kirchliche Zugehörigkeit zur Pfarrei Gotthards erwähnt.
1656 wurde eine eigene Kapelle genannt. 1787 war es dem Amt Bieberstein der Fürstabtei Fulda zugehörig. Von 1803 bis 1806 im Zuge der Mediatisierung wurde es Teil des Fürstentums Nassau-Oranien-Fulda, weitere vier Jahre stand es unter französisch-napoleonischer Militärverwaltung im Fürstentum Fulda, ehe es von 1810 bis 1813 zum Großherzogtum Frankfurt (Departement Fulda, Distrikt Bieberstein) kam. Ab 1814 Teil des Königreichs Bayern, kam der Ort 1867 an Preußen (Provinz Hessen-Nassau, Regierungsbezirk Kassel), 1945 an Hessen.
Hessische Gebietsreform (1970–1977)
Zum 31. Dezember 1971 wurde die bis dahin selbständige Gemeinde Liebhards im Zuge der Gebietsreform auf freiwilliger Basis in die Gemeinde Hilders eingemeindet. Wie für alle nach Hilders eingegliederten Gemeinden wurde auch für Liebhards ein Ortsbezirk gebildet.

### Verwaltungsgeschichte im Überblick
Die folgende Liste zeigt die Staaten und Verwaltungseinheiten, denen Liebhards angehört(e):
- vor 1803: Heiliges Römisches Reich, Hochstift Fulda, Amt Bieberstein
- 1803–1806: Heiliges Römisches Reich, Fürstentum Nassau-Oranien-Fulda, Fürstentum Fulda, Amt Bieberstein
- 1806–1810: Kaiserreich Frankreich,[Anm. 2] Fürstentum Fulda (Militärverwaltung)
- 1810–1813: Großherzogtum Frankfurt, Departement Fulda, Disrrikt Bieberstein
- 1814–1816: Königreich Bayern, Amt Bieberstein
- 1817–1837: Königreich Bayern,[Anm. 3] Untermainkreis, Landgerichtsbezirk Hilder
- 1838–1861: Königreich Bayern, Regierung Unterfranken und Aschaffenburg, Landgerichtsbezirk Hilders
- 1862–1866: Königreich Bayern, Regierungsbezirk Unterfranken, Bezirksamt Gersfeld[Anm. 4]
- ab 1867: Norddeutscher Bund, Königreich Preußen,[Anm. 5] Provinz Hessen-Nassau, Regierungsbezirk Kassel, Kreis Gersfeld
- ab 1871: Deutsches Reich,  Königreich Preußen, Provinz Hessen-Nassau, Regierungsbezirk Kassel, Kreis Gersfeld
- ab 1918: Deutsches Reich, Freistaat Preußen, Provinz Hessen-Nassau, Regierungsbezirk Kassel, Kreis Gersfeld
- ab 1932: Freistaat Preußen, Provinz Hessen-Nassau, Regierungsbezirk Kassel, Landkreis Fulda
- ab 1944: Deutsches Reich, Freistaat Preußen, Provinz Kurhessen, Landkreis Fulda
- ab 1945: Deutsches Reich, Amerikanische Besatzungszone, Groß-Hessen, Regierungsbezirk Kassel, Landkreis Fulda
- ab 1946: Deutsches Reich, Amerikanische Besatzungszone, Hessen, Regierungsbezirk Kassel, Landkreis Fulda
- ab 1949: Bundesrepublik Deutschland, Hessen, Regierungsbezirk Kassel, Landkreis Fulda
- ab 1972: Bundesrepublik Deutschland, Hessen, Regierungsbezirk Kassel, Landkreis Fulda, Gemeinde Hilders

## Bevölkerung

### Einwohnerstruktur 2011
Nach den Erhebungen des Zensus 2011 lebten am Stichtag dem 9. Mai 2011 in Liebhards 339 Einwohner. Darunter waren 3 (0,9 %) Ausländer.
Nach dem Lebensalter waren 57 Einwohner unter 18 Jahren, 120 waren zwischen 18 und 49, 90 zwischen 50 und 64 und 99 Einwohner waren älter.
Die Einwohner lebten in 132 Haushalten. Davon waren 39 Singlehaushalte, 36 Paare ohne Kinder und 45 Paare mit Kindern, sowie 9 Alleinerziehende und keine Wohngemeinschaften. In 39 Haushalten lebten ausschließlich Senioren und in 78 Haushaltungen leben keine Senioren.

### Einwohnerentwicklung
- 1812: 15 Feuerstellen, 115 Seelen (zusammen mit Kesselhof und Mahlers)[1]

| Liebhards: Einwohnerzahlen von 1812 bis 2023 | Liebhards: Einwohnerzahlen von 1812 bis 2023 | Liebhards: Einwohnerzahlen von 1812 bis 2023 | Liebhards: Einwohnerzahlen von 1812 bis 2023 | Liebhards: Einwohnerzahlen von 1812 bis 2023 |
| --- | -------------------------------------------- | -------------------------------------------- | -------------------------------------------- | -------------------------------------------- |
| Jahr |                                              |                                              |                                              | Einwohner                                    |
| 1812 | 1812                                         |                                              | 115                                          | 115                                          |
| 1834 | 1834                                         |                                              | 313                                          | 313                                          |
| 1840 | 1840                                         |                                              | 324                                          | 324                                          |
| 1846 | 1846                                         |                                              | 312                                          | 312                                          |
| 1852 | 1852                                         |                                              | 298                                          | 298                                          |
| 1858 | 1858                                         |                                              | 286                                          | 286                                          |
| 1864 | 1864                                         |                                              | 278                                          | 278                                          |
| 1871 | 1871                                         |                                              | 235                                          | 235                                          |
| 1875 | 1875                                         |                                              | 252                                          | 252                                          |
| 1885 | 1885                                         |                                              | 240                                          | 240                                          |
| 1895 | 1895                                         |                                              | 257                                          | 257                                          |
| 1905 | 1905                                         |                                              | 276                                          | 276                                          |
| 1910 | 1910                                         |                                              | 296                                          | 296                                          |
| 1925 | 1925                                         |                                              | 301                                          | 301                                          |
| 1939 | 1939                                         |                                              | 482                                          | 482                                          |
| 1946 | 1946                                         |                                              | 475                                          | 475                                          |
| 1950 | 1950                                         |                                              | 446                                          | 446                                          |
| 1956 | 1956                                         |                                              | 388                                          | 388                                          |
| 1961 | 1961                                         |                                              | 365                                          | 365                                          |
| 1967 | 1967                                         |                                              | 345                                          | 345                                          |
| 1970 | 1970                                         |                                              | 332                                          | 332                                          |
| 1980 | 1980                                         |                                              | ?                                            | ?                                            |
| 1990 | 1990                                         |                                              | ?                                            | ?                                            |
| 2000 | 2000                                         |                                              | ?                                            | ?                                            |
| 2011 | 2011                                         |                                              | 339                                          | 339                                          |
| 2023 | 2023                                         |                                              | 408                                          | 408                                          |
| Datenquelle: Historisches Gemeindeverzeichnis für Hessen: Die Bevölkerung der Gemeinden 1834 bis 1967. Wiesbaden: Hessisches Statistisches Landesamt, 1968. Weitere Quellen: LAGIS; Gemeinde Hilders; Zensus 2011 |                                              |                                              |                                              |                                              |

### Historische Religionszugehörigkeit
| • 1885: | 10 evangelische (= 4,17 %), 230 katholische (= 95,73 %) Einwohner |
| • 1961: | 26 evangelische (= 7,12 %), 337 katholische (= 92,33 %) Einwohner |

## Politik
Für Liebhards besteht ein Ortsbezirk (Gebiete der ehemaligen Gemeinde Liebhards) mit Ortsbeirat und Ortsvorsteher nach der Hessischen Gemeindeordnung. Der Ortsbeirat besteht aus fünf Mitgliedern. Bei den Kommunalwahlen in Hessen 2021 betrug die Wahlbeteiligung zum Ortsbeirat 58,30 %. Alle Kandidaten gehörten der Bürgerliste Liebhards an. Der Ortsbeirat wählte Peter Kling zum Ortsvorsteher.